# Maison de Forer
 (février 2024).
La maison de Forer (en azéri : Xristofor İahonoviç Forerin evi)  est une construction architecturale située dans la ville de Goygol, en Azerbaïdjan, érigée par des colons allemands au XIXe siècle. Cette maison, incarnant des éléments du style architectural allemand, se distingue parmi les autres bâtiments de la rue. Ses façades sont ornées d'éléments sculptés, et le nom du propriétaire est gravé dans la partie supérieure des portes en bois. Ces maisons ont été construites par des familles allemandes qui ont déménagé dans la région en provenance d'Europe, érigeant plus de 500 maisons et formant 6 rues. Actuellement, la ville conserve des traces de l'héritage allemand sous la forme de modèles architecturaux.

## Restauration
Des journalistes ont visité ces bâtiments, procédant à l'inspection des travaux de restauration et de rénovation. Le plus grand de ces monuments est situé dans la rue principale de Homer, couvrant une superficie de 1380 mètres carrés et comprenant 7 grandes pièces. Dans les années 1850, les commerçants européens visitant Geygel étaient admiratifs des vins produits ici par les Allemands. Par la suite, l'exportation des vins de Geygel vers les pays d'Europe et de la Russie impériale a commencé. Une usine a été construite pour stocker les vins produits, et des caves souterraines, ressemblant à des « villes souterraines », ont été créées.

## Héritage et poursuite de la tradition
L'article souligne l'importance de ces caves souterraines pour le stockage du vin, mettant en avant le rôle crucial de la température constante de l'air dans la préservation à long terme de la boisson. Des travaux de restauration et de nettoyage ont été entrepris sur ces bâtiments, et ils sont actuellement alimentés en électricité. On prévoit que ces caves seront ouvertes au tourisme dans les années à venir pour les visiteurs locaux et étrangers.

## Héritage architectural et histoire
La maison Forer est une construction architecturale située dans la ville de Goygol, en Azerbaïdjan, érigée par des colons allemands au XIXe siècle. Ce château se distingue par son style exceptionnel, représentant des éléments de l'architecture allemande. La structure faisait partie d'une colonie composée de 124 familles allemandes déplacées dans le Caucase. Ils ont créé 6 rues et construit plus de 500 maisons, laissant leur empreinte sous la forme de magnifiques exemples architecturaux.

## Histoire et importance
L'histoire de la maison Forer est liée au développement de la viniculture dans la région. Dans les années 1850, les commerçants européens visitant Goygol étaient impressionnés par les vins locaux, et l'exportation du vin vers l'Europe et la Russie a commencé. Une usine de production de vin a été construite, et des caves souterraines ont été créées pour le stockage du vin, ayant une importance cruciale pour maintenir une température stable.

## Tourisme et restauration
À ce jour, la maison Forer fait l'objet de travaux de restauration et de rénovation. Ces travaux comprennent la mise à jour de l'alimentation électrique et le nettoyage de la structure. Il est prévu de mettre à disposition ces caves pour les touristes et les habitants dans les années à venir en tant qu'attraction touristique.
La maison Forer n'est pas seulement un artefact architectural, mais aussi un symbole du patrimoine culturel de la population allemande. Avec sa restauration et son ouverture aux touristes, cet endroit devient une attraction touristique clé à Goygol, attirant l'attention tant des habitants que des visiteurs étrangers en raison de sa riche histoire régionale.